# ویلیامز لندینگ
ویلیامز لندینگ (به انگلیسی: Williams Landing) یک حومه شهر در استرالیا است که در ویکتوریا (استرالیا) واقع شده‌است.